# صموئيل بيرنز
صموئيل بيرنز (بالإنجليزية: Samuel Byrns) هو سياسي أمريكي وعضو في مجلس النواب الأمريكي عن ولاية ميزوري. وُلد في 4 أكتوبر 1848 في مقاطعة تيرون في أيرلندا الشمالية (التي كانت حينها جزءًا من المملكة المتحدة)، وتوفي في 8 يوليو 1914 في سانت لويس، ميزوري.

## حياته المبكرة والتعليم
هاجر بيرنز مع والديه إلى الولايات المتحدة عندما كان طفلًا صغيرًا في عام 1850 واستقروا في سانت جينيفيف، ميزوري. التحق بالمدارس العامة، ثم عمل كموظف في مكتب البريد. في وقت لاحق، شغل منصب كاتب لمحكمة المقاطعة ومحكمة الولاية.

## حياته السياسية
شغل منصب عضو في مجلس نواب ولاية ميزوري بين عامي 1878 و1879. وعُيّن بعدها كاتبًا لمجلس النواب في ولاية ميزوري في عام 1883. انتُخب لاحقًا كعضو ديمقراطي في مجلس النواب الأمريكي ممثلًا للدائرة الثالثة عشرة في ولاية ميزوري في الدورة السادسة والخمسين للكونغرس، والتي امتدت من 4 مارس 1899 إلى 3 مارس 1901.
لم يُعد ترشيحه لإعادة الانتخاب في عام 1900، فعاد إلى عمله السابق في سانت لويس، حيث بقي حتى وفاته في 8 يوليو 1914. دُفن في مقبرة فالي في سانت جينيفيف.